# Bachleiten (Isen)

Bachleiten 3

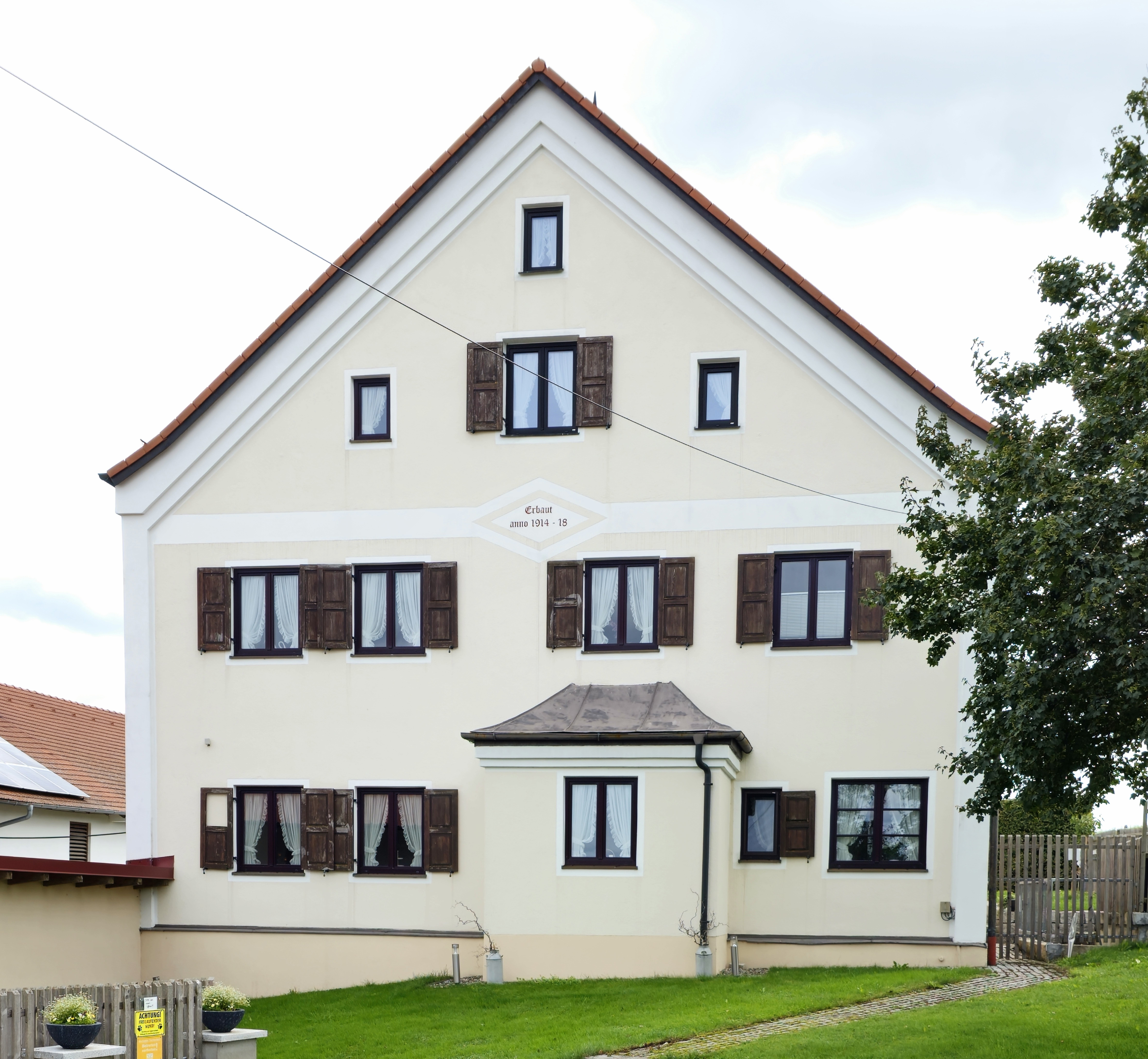
Bachleiten 3

Bachleiten (auch Niederbachleiten und Oberbachleiten) ist ein Gemeindeteil des Marktes Isen im oberbayerischen Landkreis Erding. 

## Lage
Der Weiler Bachleiten liegt 1,25 Kilometer nordwestlich des Marktplatzes von Isen in der Gemarkung Westach.

## Geschichte
Bachleiten wurde 1267 erstmals erwähnt und bestand im Jahr 1739 aus 3 Anwesen. Der Ort war Sitz der Obmannschaft Bachleiten in der freisingischen Herrschaft Burgrain, zu der die Orte Bachleiten, Weydachberg, Niederöd, Ganzenöd, Kapfing, Voglwohl, Kothlehen, Hofreit, Penzing und Aichmühle gehörten. Die Obmannschaft wurde 1818 Teil der Gemeinde Westach. Im Vorfeld der bayerischen Gebietsreform von 1972 schloss sich die damalige Gemeinde Westach am 1. April 1971 dem Markt Isen an.

## Bevölkerungsentwicklung
Um 1871 gab es in Bachleiten 31 Einwohner. Im Mai 1987 lebten dort 24 Einwohner in sechs Wohngebäuden, die in neun Wohnungen aufgeteilt waren.
| Jahr      | 1871 | 1925 | 1950 | 1970 | 1987 |
| Einwohner | 31   | 25   | 25   | 29   | 24   |